# Пер Браге Старший
Граф Пер Браге Старший (швед. Per Brahe den äldre; май 1520 — 1 сентября 1590, провинция Сёдерманланд) — шведский государственный деятель.

## Биография
Представитель шведской ветви известного дворянского рода Браге. Сын Йоакима Браге и Маргарет Эриксдоттер Ваза, сестры короля Швеции (с 1523) Густава I Ваза.
Двоюродный брат трёх шведских королей Эрика XIV, Юхана III и Карла IX.
Пер Браге Старший был одним из первых представителей шведской знати, получивший дворянский титул, введенный королём Эриком XIV. По случаю коронации в 1561 Браге был пожалован графством Висингсборг, расположенным на о. Висингсё.
Был членом Тайного совета Швеции и правителем Стокгольмского замка (с 1540). При короле Юхане III, был назначен риксдротсом Швеции (Лордом- распорядителем, одним из пяти Великих офицеров шведского королевства) и губернатором Норрланда, а также, вновь — правителем Стокгольмского замка.
В браке с Беатой Стенбок (1533—1583) имел детей — сыновей:
- Иоахима (1550—1567);
- Эрика (1552—1614) — губернатор, члена тайного совета;
- Густава (1558—1615) — члена тайного совета, фельдмаршала;
- Магнуса (1564—1633) — риксдротса, одного из пяти Великих офицеров шведского королевства и лорда-констебля Швеции ;
- Юхана (1566—1566);
- Абрахама (1577—1650) — члена тайного совета

дочерей:
- Сесилию (1554—1554);
- Эббу (1555–1634)
- Екатерину (1556–1596)
- Маргарету (1559—1638);
- Анну (1562—1565);
- Сигрид (1568—1608).

Его внуком был Пер Браге Младший, государственный и военный деятель, дипломат, генерал-губернатор Финляндии. Регент Швеции (дважды), риксдротс.